# Shanghai Tiyuchang
Shanghai Tiyuchang (chiń. 上海体育场站) – stacja metra w Szanghaju, na linii 4. Zlokalizowana jest pomiędzy stacjami Shanghai Tiyuguan i Dong’an Lu. Została otwarta 31 grudnia 2005.